# Prima Categoria Liguria 1961-1962
Il campionato di calcio di Prima Categoria 1961-1962 è stato il V livello del campionato italiano. A carattere regionale, fu il terzo campionato dilettantistico con questo nome dopo la riforma voluta da Zauli del 1958.
Questi sono i gironi organizzati dal Comitato Regionale Ligure per la regione Liguria.

## Girone A

### Squadre partecipanti
| Squadra                 | Città (provincia)     | Stagione precedente |
| ----------------------- | --------------------- | ------------------- |
| S.C. Alassio            | Alassio (SV)          |                     |
| U.S. Albisola           | Albissola Marina (SV) |                     |
| U.S. Altarese           | Altare (SV)           |                     |
| S.S. Argentina          | Arma di Taggia (IM)   |                     |
| U.S. Cairese            | Cairo Montenotte (SV) |                     |
| U.S. Carcarese          | Carcare (SV)          |                     |
| U.S. Cengio             | Cengio (SV)           |                     |
| U.S. Cristoforo Colombo | Cogoleto (GE)         |                     |
| U.S. Dianese            | Diano Marina (IM)     |                     |
| U.S. Edera              | Genova (Quart. Pra')  |                     |
| U.S. Gagliardi Loanesi  | Loano (SV)            |                     |
| Pol. Quilianesi         | Quiliano (SV)         |                     |
| F.C. Vado               | Vado Ligure (SV)      |                     |
| F.B.C. Varazze          | Varazze (SV)          |                     |
| F.B.C. Veloce           | Savona (SV)           |                     |
| U.S. Ventimigliese      | Ventimiglia (IM)      |                     |

### Classifica finale
|  | Pos. | Squadra            | Pt  | G   | V   | N   | P   | GF  | GS   | DR  |
|  | ---- | ------------------ | --- | --- | --- | --- | --- | --- | ---- | --- |
|  | 1.   | Alassio            | 50  | 30  | 22  | 6   | 2   | 66  | 23   | +43 |
|  | 2.   | Vado               | 47  | 30  | 21  | 5   | 4   | 74  | 26   | +48 |
|  | 3.   | Cairese            | 42  | 30  | 19  | 4   | 7   | 63  | 31   | +32 |
|  | 4.   | Carcarese          | 38  | 30  | 16  | 6   | 8   | 52  | 31   | +21 |
|  | 5.   | Varazze            | 37  | 30  | 13  | 11  | 6   | 45  | 29   | +16 |
|  | 6.   | Loanesi            | 35  | 30  | 14  | 7   | 9   | 58  | 38   | +20 |
|  | 7.   | Cengio             | 34  | 30  | 14  | 6   | 10  | 50  | 48   | +2  |
|  | 8.   | US Albisola 1909   | 27  | 30  | 9   | 9   | 12  | 54  | 49   | +5  |
|  | 9.   | Argentina          | 26  | 30  | 8   | 10  | 12  | 54  | 51   | +3  |
|  | 10.  | Altarese           | 25  | 30  | 8   | 9   | 13  | 44  | 66   | -22 |
|  | 11.  | Cristoforo Colombo | 23  | 30  | 7   | 9   | 14  | 34  | 53   | -19 |
|  | 12.  | Dianese            | 23  | 30  | 8   | 7   | 15  | 44  | 63   | -19 |
|  | 12.  | Edera              | 23  | 30  | 9   | 5   | 16  | 30  | 49   | -19 |
|  | 14.  | Ventimigliese      | 19  | 30  | 6   | 7   | 17  | 39  | 61   | -22 |
|  | 15.  | Veloce Savona      | 17  | 30  | 5   | 7   | 18  | 26  | 68   | -42 |
|  | 16.  | Quilianesi         | 14  | 30  | 4   | 6   | 20  | 20  | 60   | -40 |
|  |      |                    | 480 | 480 | 183 | 114 | 183 | 753 | 746? | 0   |

Legenda:
      Ammesso alle finali regionali.
      Retrocesso in Seconda Categoria.
  Retrocesso e in seguito riammesso.
  Non disputa il campionato successivo.
Regolamento:
Due punti a vittoria, uno a pareggio, zero a sconfitta.

## Girone B

### Squadre partecipanti
| Squadra                   | Città (provincia)                   | Stagione precedente |
| ------------------------- | ----------------------------------- | ------------------- |
| A.C. Arsenalspezia        | La Spezia                           |                     |
| U.S. Bolzanetese          | Genova (Quart. Bolzaneto)           |                     |
| Borgo Pila                | Genova                              |                     |
| Pol. Carlo Grasso         | Rapallo (GE)                        |                     |
| S.S. Croce Verde          | Genova (Quart. Sestri Ponente)      |                     |
| U.S. Don Bosco            | Genova (Quart. Sampierdarena)       |                     |
| G.S. Fincosit             | Genova (Quart. Sampierdarena)       |                     |
| U.S. Lavagnese            | Lavagna (GE)                        |                     |
| U.S. Ovadese              | Ovada (AL)                          |                     |
| A.C. Pegliese             | Genova (Quart. Pegli)               |                     |
| U.S. Pontedecimo          | Genova (Quart. Pontedecimo)         |                     |
| S.C. Riva Trigoso         | Riva Trigoso di Sestri Levante (GE) |                     |
| U.S. Rivarolese           | Genova (Quart. Rivarolo)            |                     |
| U.S. Sampierdarenese 1946 | Genova (Quart. Sampierdarena)       |                     |
| U.I.T.E. Sez. Calcio      | Genova                              |                     |
| S.S. Vigili Urbani        | Genova                              |                     |

### Classifica finale
|  | Pos. | Squadra              | Pt  | G   | V   | N   | P   | GF  | GS  | DR  |
|  | ---- | -------------------- | --- | --- | --- | --- | --- | --- | --- | --- |
|  | 1.   | Lavagnese            | 43  | 30  | 19  | 5   | 6   | 61  | 14  | +47 |
|  | 2.   | Arsenalspezia        | 41  | 30  | 18  | 5   | 7   | 56  | 28  | +28 |
|  | 3.   | Pontedecimo          | 40  | 30  | 16  | 8   | 6   | 57  | 23  | +34 |
|  | 4.   | Fincosit             | 38  | 30  | 14  | 10  | 6   | 39  | 23  | +16 |
|  | 5.   | U.I.T.E.             | 37  | 30  | 12  | 13  | 5   | 40  | 28  | +12 |
|  | 6.   | Vigili Urbani Genova | 35  | 30  | 11  | 13  | 6   | 27  | 18  | +9  |
|  | 7.   | Rivarolese           | 33  | 30  | 13  | 7   | 10  | 32  | 28  | +4  |
|  | 7.   | Riva Trigoso         | 33  | 30  | 12  | 9   | 9   | 35  | 32  | +3  |
|  | 9.   | Sampierdarenese 1946 | 32  | 30  | 11  | 10  | 9   | 34  | 37  | -3  |
|  | 10.  | Don Bosco            | 28  | 30  | 11  | 6   | 13  | 28  | 26  | +2  |
|  | 11.  | Pegliese             | 23  | 30  | 9   | 5   | 16  | 19  | 42  | -23 |
|  | 11.  | Croce Verde          | 23  | 30  | 7   | 9   | 14  | 24  | 49  | -25 |
|  | 13.  | Carlo Grasso         | 22  | 30  | 4   | 14  | 12  | 21  | 48  | -27 |
|  | 14.  | Bolzanetese          | 20  | 30  | 5   | 10  | 15  | 23  | 50  | -27 |
|  | 15.  | Ovadese              | 16  | 30  | 3   | 10  | 17  | 17  | 39  | -22 |
|  | 15.  | Borgo Pila           | 16  | 30  | 6   | 4   | 20  | 24  | 52  | -28 |
|  |      |                      | 480 | 480 | 171 | 138 | 171 | 537 | 537 | 0   |

Legenda:
      Ammesso alle finali regionali.
      Retrocesso in Seconda Categoria.
  Retrocesso e in seguito riammesso.
Regolamento:
Due punti a vittoria, uno a pareggio, zero a sconfitta.

## Finali regionali
|           | Risultati |           | Luogo e data            |
| --------- | --------- | --------- | ----------------------- |
| Alassio   | 1 - 1     | Lavagnese | Alassio, 10 giugno 1962 |
|           |           |           |                         |
| Lavagnese | 0 - 0     | Alassio   | Lavagna, 17 giugno 1962 |
|           |           |           |                         |

### Ripetizioni
|           | Risultati   |         | Luogo e data                       |
| --------- | ----------- | ------- | ---------------------------------- |
| Lavagnese | 2 - 2 (dts) | Alassio | Albisola Superiore, 21 giugno 1962 |
|           |             |         |                                    |
| Lavagnese | 2 - 0       | Alassio | Genova-Pegli, 24 giugno 1962       |
|           |             |         |                                    |